# Prvenstvo Anglije 1890
Prvenstvo Anglije 1890 v tenisu.

## Moški posamično
Willoughby Hamilton :  William Renshaw, 6-8 6-2 3-6 6-1 6-1

## Ženske posamično
Lena Rice :  May Jacks, 6-4, 6-1

## Moške dvojice
Joshua Pim /  Frank Stoker :  Ernest Lewis /  George Hillyard, 6–0, 7–5, 6–4